# Проторенессанс

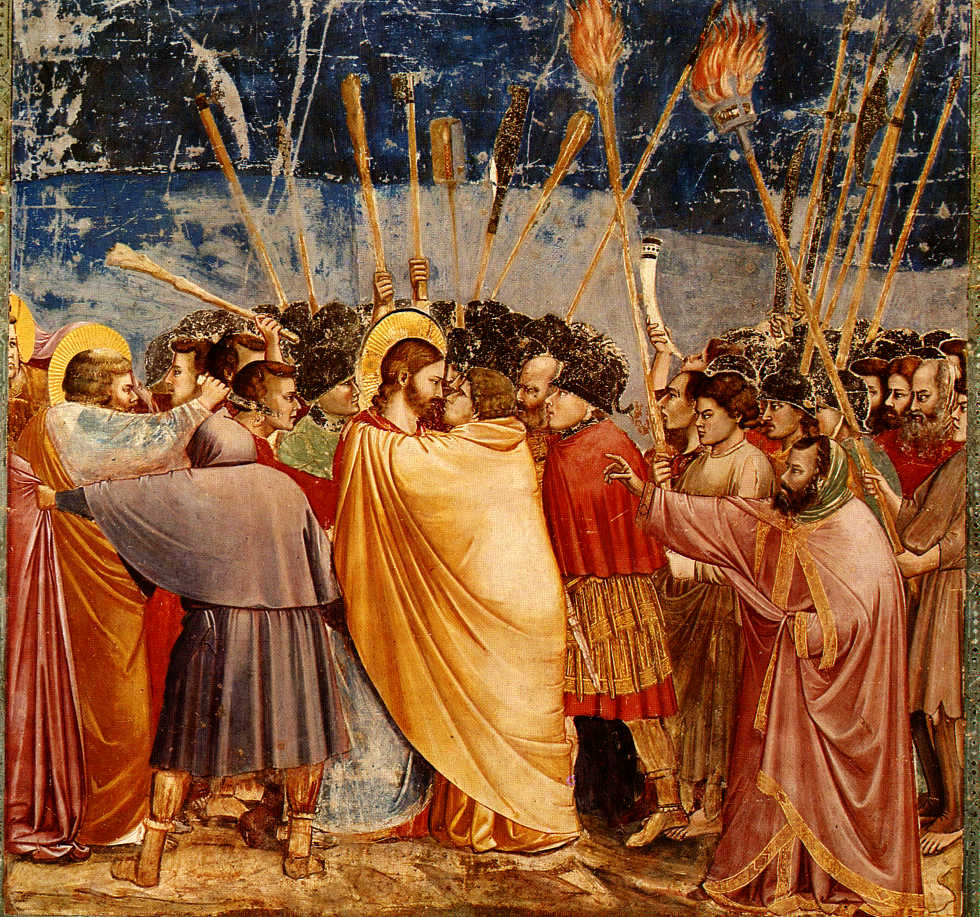
Джотто ди Бондоне. Поцелуй Иуды. Фреска. 1304-1305. Капелла Скровеньи, Падуя

Проторенесса́нс (от др.-греч. πρῶτος — «первый» и фр. Renaissance — «Возрождение») — исторический период или этап в истории итальянской культуры, предшествующий Возрождению (ренессансу), и приходящийся на дученто (1200-е годы) и треченто (1300-е годы). Считается переходным от эпохи Средневековья к эпохе Возрождения. Впервые термин ввёл швейцарский историк Якоб Буркхардт.
В итальянской культуре XIII—XIV веков на фоне ещё сильных византийских и готических традиций стали появляться черты нового искусства — будущего искусства Возрождения. Отсюда этот период его истории и назван проторенессансом. Аналогичного переходного периода не было ни в одной из европейских стран. В самой Италии проторенессансное искусство существовало только в Тоскане и Риме.
В итальянской культуре переплетались черты старого и нового. «Последний поэт Средневековья» и первый поэт новой эпохи Данте Алигьери (1265—1321) создал итальянский литературный язык. Начатое Данте продолжили другие великие флорентийцы XIV столетия — Франческо Петрарка (1304—1374), родоначальник европейской лирической поэзии, и Джованни Боккаччо (1313—1375), основоположник жанра новеллы (небольшого рассказа) в мировой литературе. Гордостью эпохи являются архитекторы и скульпторы Никколо и Джованни Пизано, Арнольфо ди Камбио и живописец Джотто ди Бондоне.

Данте и Петрарка. XV в. Дерево, темпера. Художественный музей Фогга. Кембридж, Массачусетс, США

## Возникновение и характерные черты
Для искусства проторенессанса характерно появление тенденций к чувственному, наглядному отражению реальности, светскость (в отличие от искусства Средневековья), появление интереса к античному наследию (свойственного искусству эпохи Возрождения).
Социальными предпосылками в 1200-е годы (дученто) явились развитие ремёсел и торговли, экономические реформы в свободных итальянских городах (особенно в Тоскане).
Появление признаков проторенессанса некоторые исследователи усматривают в архитектуре XI—XIII веков в Тоскане, где использовалась полихромная облицовка мрамором в сочетании с тонкими членениями стен и античные архитектурные детали, что позволило облегчить тяжеловесность архитектуры свойственную романскому стилю.
Для архитектуры проторенессанса характерны уравновешенность и спокойствие. Представитель: Арнольфо ди Камбио.
Для скульптуры этого периода характерны пластическая мощь и наличие влияния позднеантичного искусства. Представитель: Никколо Пизано.
Для живописи характерно появление осязательности и материальной убедительности форм. Представители: Пьетро Каваллини (Рим); Джотто (Флоренция).
Яркими представителями литературы этого периода являются Данте Алигьери, Франческо Петрарка и Джованни Боккаччо. К этому же периоду относится поэзия школы «дольче стиль нуово». Для литературы характерно чувственное усиление, реалистичность образов.
Традиции искусства проторенессанса были восприняты такими художниками Возрождения, как Брунеллески, Донателло, Мазаччо.

## Список деятелей культуры

### Художники
- Джотто
- Пьетро Каваллини
- Пьетро Лоренцетти
- Амброджо Лоренцетти
- Чимабуэ

### Скульпторы
- Никколо Пизано
- Джованни Пизано
- Арнольфо ди Камбио

### Литераторы
- Данте Алигьери
- Салимбене Пармский
- Риккобальдо Феррарский
- Джованни Виллани

## Португалия
В португальской литературе к периоду Предвозрождения относятся сочинения с конца эпохи галисийско-португальских трубадуров (1354 год) до творчества Жила Висенте, к которым принадлежат прозаические произведения (переводы рыцарских романов на португальский язык, книги родословных (например, «Общая хроника Испании 1344 года» Педру Афонсу), хроники Фернана Лопеша, Гомеша де Азурара и других авторов), а также часть поэтических опусов из «Всеобщего песенника» (Cancioneiro Geral, Лиссабон, 1516) галисийско-кастильской трубадурской школы.